# Осінні весілля
«Осінні весілля» (рос. «Осенние свадьбы») — радянський художній фільм 1967 року, знятий на кіностудії «Мосфільм».

## Сюжет
Поетична розповідь про перше кохання сільської дівчини Наташі, що зберігає вірність пам'яті загиблого нареченого. Наречений героїні в мирний час підірвався на міні, що залишилася на колгоспному полі з часів війни, і її життя перетворилося на страшний сон. Але рано чи пізно сни закінчуються і світ відкривається знову. Вагітна Наташа ходить по установам, домагаючись, щоб її розписали з батьком майбутньої дитини, трагічно загиблим. Після довгих поневірянь дівчина приходить до переконання, що запис у шлюбній книзі нічого не змінить в її житті.

## У ролях
- Валентина Теличкіна — Наташа
- Володимир Сафронов — Михайло Найда
- Костянтин Сорокін — дядя Міша, рахівник-бухгалтер
- Євген Перов — голова колгоспу
- Станіслав Бородокін — Юра
- Інна Кондратьєва — Ольга Павлівна, співробітниця «Палацу щастя»
- Зінаїда Адамович — мати Наташі
- Віра Єнютіна — мати Михайла
- Дмитро Числов — батько Михайла
- Катерина Градова — Марина, подруга
- Сергій Барабанщиков — наречений Маринки
- Петро Любешкін — молодший сержант міліції
- Валентина Молдованова — Інна, дочка Ольги Павлівни
- Андрій Платов — брат Михайла
- Юрій Єлісєєв — Міша, син Наташі і Міші
- Ф. Ашурков — епізод
- С. Горемикін — епізод
- Наталія Дугіна — наречена Юри
- Валерій Купріянов — будівельник
- П. Клементьєв — епізод
- Ю. Кривич — епізод
- І. Кривенко — епізод
- Ф. Наконечний — епізод
- Ася Свистунова — епізод
- А. Тонті — епізод
- Олександр Шишкін — епізод
- А. Шумська — епізод
- Марія Сапожникова — мати Наташі
- Сергій Ваняшкін — епізод

## Знімальна група
- Режисер — Борис Яшин
- Сценарист — Віктор Говяда
- Оператор — Олександр Дубінський
- Композитор — Борис Чайковський
- Художник — Леонід Платов